# Thỏ Palomino

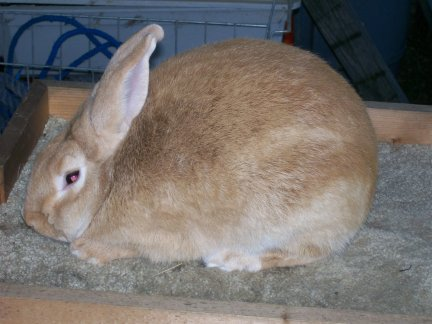
Thỏ Palomino

Thỏ Palomino là một giống thỏ nhà có nguồn gốc từ Hoa Kỳ, chúng là giống thỏ tầm trung có trọng lượng thường từ 8-12 pound, bền ngoài chúng thường có màu vàng. Giống thỏ này lần đầu tiên được nuôi ở bang Washington, Hoa Kỳ, Cha đẻ của giống thỏ này là Mark Youngs muốn làm nên một giống thỏ mới. Như với con ngựa Palomino, con thỏ này được đặt cho cái tên của nó từ ngày chính màu sắc của nó.

## Lịch sử
Thỏ Palomino đã được tạo ra bởi Mark Youngs, tại tiểu bang Washington, Hoa Kỳ. Chúng lần đầu tiên được ra mắt vào năm 1952 tại hội nghị toàn quốc các tác giả và Hiệp hội Thỏ Mỹ. Cái tên "Palomino" đã được thông qua vào năm 1953, và trong năm 1960 thì tên Palomino trở nên phổ biến hơn. Thỏ giống lần đầu tiên được giới thiệu trong các năm 1952 tại hội nghị Hiệp hội các tác giả Thỏ Mỹ 'với tên "Washingtonian" (người ở Hoa Thịnh Đốn), nhưng do một số gợi ý từ một số nhà chăn nuôi thỏ để thay đổi tên, nó lại được đổi tên thành Palomino. Thỏ giống đã được phê duyệt như một giống riêng biệt bởi Hiệp hội các tác giả Thỏ Mỹ 'trong năm 1957. Sau đó, thỏ Palomino đã được xuất khẩu sang châu Âu. 

## Đặc điểm

### Ngoại hình
Các con thỏ Palomino có thể được dễ dàng nhận ra bởi màu cam pha trắng độc đáo của nó. Các con Palomino có hai màu sắc, chẳng hạn như vàng và màu như linh miêu. Tuy nhiên, màu vàng là màu sắc phổ biến nhất, đó là một hỗ hợp gồm màu cam-màu be trên một lớp lông tơ màu trắng hoặc kem. Các thỏ Lynx màu có màu bề mặt màu xám hoặc bạc, pha trộn với một màu cam-màu be ở giữa so với kem hoặc lớp lông tơ màu trắng. Bộ lông của thỏ giống Palomino thì dày và thô.
Các con thỏ Palomino là một giống thỏ có kích thước tương đối lớn, như vậy thỏ cái lại nặng hơn so với thỏ đực, với trọng lượng cơ thể dao động từ 9 lbs đến 11 lbs (4 kg đến 5 kg), trong khi đó con đực Palomino sẽ có một trọng lượng cơ thể giữa 8 lbs và 10 lbs (3.6 kg và 4.5 kg). Cơ thể là của Thỏ giống Palomino thì dài vừa phải với thịt săn và nó có chân sau cũng tròn trịa.
Đôi tai của thỏ là lớn và dựng lên và nó có đôi mắt màu nâu. Thỏ Palomino chứa một cấu trúc xương nhỏ hơn so với thỏ nhiều thịt khác, trong đó cung cấp các nhà lai tạo một tỷ lệ thịt thỏ cao. Thỏ Palomino được biết đến với đôi tai lớn và có vai nhỏ, nhưng được cân đối với phần còn lại của cơ thể theo thời gian. Mặt khác, những con thỏ thịt Palomino được phát triển do vai lớn.

### Thể chất
Thỏ Palomino có một cảm giác nổi bật của thị giác, khứu giác và thính giác. Một đôi mắt về phía đầu và đang được rất lớn, mang lại cho họ gần như 360 độ thị lực, cho phép nhìn thấy kẻ thù từ tất cả các hướng. Palomino có thể nhìn thấy tất cả mọi thứ sau lưng và trước mặt chúng và chỉ có một điểm mù nhỏ ở phía trước mũi của mình.
Thỏ Palomino rất thích chạy và có thể đạt tốc độ từ 30 đến 40 dặm một giờ. Thỏ Palomino có thể nhảy lên đến 36 inch (91,4 cm) và đôi khi cao hơn. Tuổi thọ trung bình của một con Palomino là khoảng 5-8 năm và trong điều kiện nuôi nhốt chúng có thể sống đến 10 năm. Thỏ Palomino có cả thảy 28 răng và một thực tế đáng kinh ngạc, một con Thỏ Palomino với cái răng không bao giờ ngừng phát triển trong suốt cuộc đời của mình.
Thỏ là giống khỏe mạnh và mạnh mẽ này là giống thỏ ngoan ngoãn và nó được phổ biến như là cả một con vật cưng và một chương trình thi đấu thỏ. Thỏ Palomino là loài động vật chạng vạng (có nghĩa là hoạt động mạnh nhất vào buổi sáng và buổi tối) và làm cho giờ giấc hầu hết có cho ăn vào buổi tối. Thỏ Palomino chìm vào giấc ngủ trung bình khoảng 8 giờ.
Thỏ giống được công nhận cho độ dẻo dai của nó, đặc điểm sản xuất xuất sắc, và tăng trưởng nhanh. Nó là một giống chó rất phù hợp cho cả hai triển lãm hoặc sản xuất thịt thỏ. Những con thỏ cái có thể đẻ khoảng 2-4 lứa thỏ mỗi năm với từ 4-6 trẻ sơ sinh. Thỏ Palomino là loài động vật rất chi là sạch sẽ. 

## Tính cách

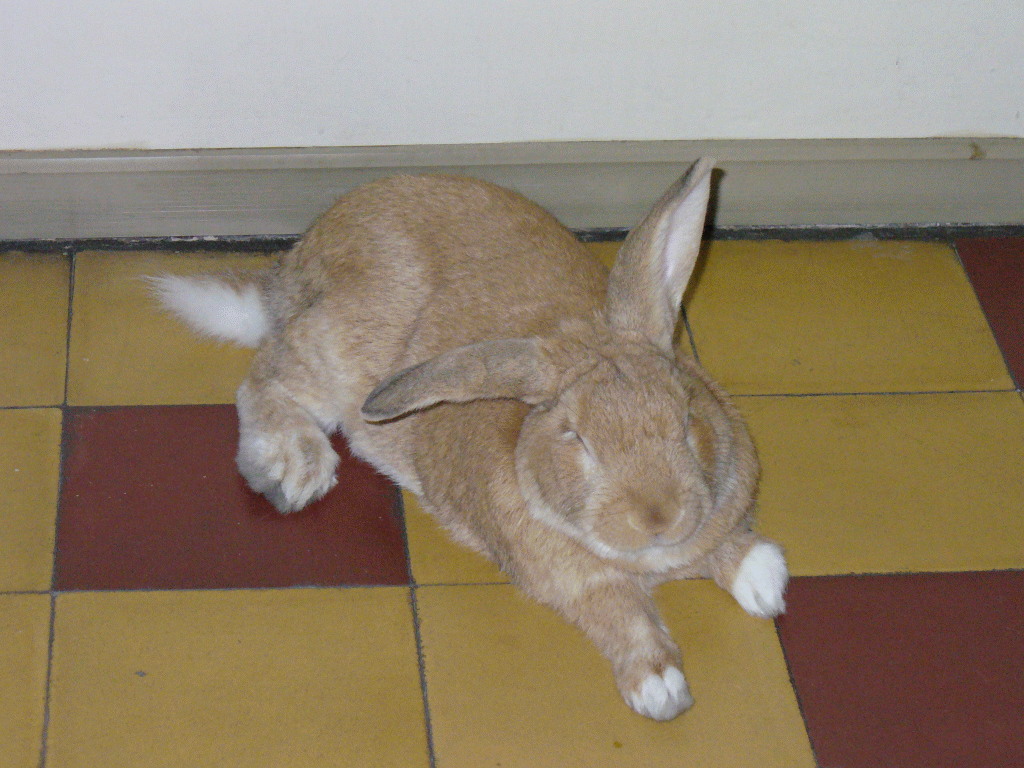
Một chú thỏ đang ngủ

Các giống thỏ Palomino bề ngoài một cái nhìn cực kỳ dễ thương với một tính cách rất bình tĩnh để phù hợp. Thỏ Palomino có thể được âu yếm và làm cho vật nuôi tuyệt vời vì chúng có thể to lớn với trẻ em. Tuy nhiên, nó nên là tốt nhất để giữ cho Thỏ Palomino trên mặt đất, chứ không phải giữ chúng liên tục.
Ngoài việc được công nhận là một trong những giống thỏ thương mại nhiều thịt, các giống thỏ Palomino cũng được coi là một trong những giống tốt nhất của thú nuôi. Chúng có một tính khí rất thụ động và thân thiện. Các giống thỏ Palomino không phải là một giống thuần chủng, nhưng nó là một sự pha trộn của nhiều giống thỏ khác và chúng đã được phát triển để tìm ra sự kết hợp hoàn hảo.

## Chăm sóc
Khi nuôi thỏ Palomino làm cảnh thì nên nuôi chúng theo cặp đôi vì chúng sẽ hạnh phúc về việc này khi có sự tương tác, điều đó sẽ giúp chúng thêm phần kéo dài tuổi thọ. Thỏ Palomino nên như thú cưng thưởng thức món ăn ướt, cà rốt, cỏ khô hoặc rau diếp, rau diếp là tốt (rau diếp có chứa quá nhiều nước và quá ít chất xơ cho phù hợp) Hạn chế cho chúng ăn trái cây chứa đường trong đó.
Cho ăn Alfalfa cung cấp hàm lượng calo cao cần thiết cho sự phát triển con thỏ bé. Khi Palomino đạt bảy tháng tuổi, từng bước chuyển đổi chúng sang yến mạch hay, hoặc cỏ vườn cây ăn quả, tránh cho ăn cỏ vì cỏ thường được rải phân bón, thuốc trừ sâu, và các hóa chất khác thỏ không nên ăn. Chế độ ăn uống của họ nên bao gồm 70% rau quả hay và chắc chắn rằng chúng phải có nước ngọt mỗi ngày.
Khi nuôi chúng cần chú ý làm sạch lồng với hoặc dấm trắng hoặc một lồng an toàn sạch hơn; không sử dụng phòng tắm sạch hoặc những thứ khác mà là độc hại cho các lồng nuôi. Tẩy giun là một mối quan tâm lớn và nên được thực hiện vào mùa xuân và mùa thu. Một lượng nhỏ dán tẩy giun trong miệng của thỏ là đủ cho Thỏ Palomino.